# Sofosbuvir
Sofosbuvir (denumire comercială Sovaldi) este un inhibitor pan-genotopic al ARN-polimerazei NS5B, polimerază dependentă de ARN-ul VHC, care prezintă un rol esențial în replicarea virală și care este indicat în asociere cu alte medicamente pentru tratamentul hepatitei C cronice. Tratamentul se inițiază și monitorizează de către un medic cu experiență în tratarea pacienților cu hepatită cronică cu virus C. 
Forma de prezentare: Comprimate filmate, fiecare comprimat conține 400mg Sofosbuvir. 
Sofosbuvir a fost aprobat în S.U.A. în decembrie 2013, iar în Europa în ianuarie 2014. 
Sofosbuvir în combinație cu ribavirina reprezintă primul tratament fără interferon în tratarea infecțiilor cu hepatită C și care oferă rate ridicate de vindecare în urma tratamentului de 12-24 săptămâni. Faptul că Sofosbuvir se administrează pe cale orală simplifică tratamentul.
Întrucât tratamentele fără interferon sunt aproape de a deveni noul standard în îngrijirea pacienților cu hepatită C, administrat în asociere cu alte medicamente noi cu acțiune antivirală directă, Sofosbuvir are un profil ideal, mai ales în cazul pacienților dificil de tratat, pentru a fi considerat piatra de temelie a agenților antivirali.